# 1862
1862 (MDCCCLXII) fue un año común comenzado en miércoles según el calendario gregoriano.

## Acontecimientos

### Febrero
- 5 de febrero: Alejandro Juan Cuza proclama completa la unión de Valaquia y Moldavia, llamándose el nuevo país Rumanía con capital en Bucarest.
- 10 de febrero: en México, el presidente Benito Juárez firma el Convenio de Soledad con Francia, España y el Reino Unido, por el que suspende la acción militar de las tres potencias en ese país.
- 15 de febrero: en Ténesi ―en el marco de la guerra civil estadounidense (1861-1865)― los confederados esclavistas del sur, comandados por el general de brigada John B. Floyd, atacan a las fuerzas de la Unión (el norte antiesclavista) del general Ulysses S. Grant que sitian Fort Donelson. Incapaces de romper el cerco del fuerte, los confederados se rinden al día siguiente.
- 20 de febrero: en Madrid (España), Ángel de Saavedra es nombrado director de la Real Academia Española.

### Abril
- 1 de abril: España y Reino Unido rompen su alianza con Francia.

### Mayo
- 5 de mayo: en Puebla (México), el ejército mexicano a cargo de Ignacio Zaragoza, Porfirio Díaz y Manuel Negrete derrotan a las tropas intervencionistas francesas en una acción militar conocida actualmente como batalla de Puebla.

### Julio
- 31 de julio: se libra la batalla de Tulcán entre las tropas del Ejército nacional ecuatoriano y fuerzas granadinas  aparentemente en medio de escaramuzas limítrofes, protagonizadas entre las dos naciones, debido en gran parte a la guerra civil que vivía Colombia.

### Septiembre
- 23 de septiembre: en Prusia, Otto von Bismarck es nombrado primer ministro.

### Octubre
- 4 de octubre: en Galveston ―en el marco de la guerra civil estadounidense― se libra la batalla de Galveston.
- 12 de octubre: en Buenos Aires (Argentina), Bartolomé Mitre ―militar de la guerra de la Triple Alianza― asume como presidente. Es el primer gobernante de todo el país desde la década de 1810.

### Noviembre
- 10 de noviembre: en San Petersburgo se estrena la ópera La Forza del Destino de Giuseppe Verdi.

### Fechas desconocidas
- En Cádiz zarpan los tres buques integrantes de la Comisión Científica del Pacífico.
- En Oceanía es el tercer y penúltimo año del «genocidio de la isla de Pascua»: un grupo de cazadores de esclavos peruanos y de otras nacionalidades se llevan al Perú a todos los varones, incluidos los líderes y sacerdotes. Se pierde para siempre el patrimonio cultural de esa etnia.
- En Roma, el papa Pío IX canoniza a Pablo Miki, Juan Soan de Gotó y Diego Kisai.
- En Chile, el 24 de mayo de 1862 en Valparaíso, se funda la Gran Logia de Chile siendo su primer Serenísimo Gran Maestro don Juan de Dios Arlegui Gorbea, quien desempeñó el puesto durante los diez primeros años de su funcionamiento. Gran maestro diputado fue Melitón Caso, primer gran celador, Javier Villanueva, segundo gran celador fue Manuel de Lima y gran secretario general Antonio Manuel Medina.

## Arte y literatura
- Victor Hugo: Los miserables.
- Fiódor Dostoyevski: Recuerdos de la casa de los muertos.
- Iván Turgueniev: Padre e hijos.
- Eduardo Pondal: A campana de Anllóns (incluida en el Álbum de la Caridad).
- 15 de mayo: Charles Darwin publica La fecundación de las orquídeas.

## Nacimientos

### Enero
- 2 de enero: Michail von Dolivo-Dobrowolsky, ingeniero ruso.
- 3 de enero: Heinrich August Meissner, ingeniero alemán, principal responsable de la red ferroviaria del Imperio otomano; obtuvo el título honorífico de «pachá otomano» (f. 1940).
- 3 de enero: Max Littmann, arquitecto alemán (f. 1931).
- 23 de enero: David Hilbert, matemático alemán, reconocido como uno de los más influyentes del siglo XIX y principios del siglo XX (f. 1943).
- 24 de enero: Edith Wharton, novelista y escritora estadounidense (f. 1937).
- 29 de enero: Frederick Delius, compositor británico (f. 1934).
- 30 de enero: Walter Damrosch, director de orquesta y músico alemán expatriado en Estados Unidos (f. 1950).

### Febrero
- 3 de febrero: Abel Hermant, novelista, ensayista y dramaturgo francés, miembro de la Academia Francesa (f. 1950).
- 3 de febrero: James Clark McReynolds, abogado, juez y político estadounidense (f. 1946).
- 3 de febrero: Nicolás Victoria Jaén, profesor, periodista y político conservador panameño (f. 1950).
- 8 de febrero: Juan Bruno Zayas, general cubano.
- 11 de febrero: Desiderio Fajardo Ortiz, escritor cubano, agente secreto de la Revolución durante la Guerra Necesaria (1895-1898).

### Marzo
- 12 de marzo: Mariano Dubón, sacerdote y Siervo de Dios nicaragüense (f. 1934).
- 18 de marzo: Eugène Jansson, pintor sueco (f. 1915).
- 28 de marzo: Aristide Briand, político francés, premio nobel de la paz en 1926 (f. 1932).

### Abril
- 2 de abril: Nicholas Murray Butler, pedagogo y filósofo estadounidense, premio nobel de la paz en 1931 (f. 1947).
- 9 de abril: Charles Henry Brent, obispo episcopaliano estadounidense, promotor de la guerra contra las drogas, que inesperadamente llevará a la creación y difusión de las mafias (f. 1929)
- 14 de abril: Piotr Stolypin, político y primer ministro ruso (f. 1911).
- 24 de abril: A. C. Benson, ensayista y poeta británico-inglés (f. 1925).
- 25 de abril: Edward Grey, político británico (f. 1933).

### Mayo
- 15 de mayo: Arthur Schnitzler, médico y escritor austriaco (f. 1931).
- 31 de mayo: Mijaíl Nésterov, pintor ruso (f. 1942).

### Junio
- 1 de junio: Elvira García y García, escritora peruana (f. 1951); formó parte de la generación de mujeres ilustradas de la segunda mitad del siglo XIX y defendió el derecho de la mujer a la educación y el trabajo.
- 5 de junio: Allvar Gullstrand, oftalmólogo sueco, premio nobel de medicina y fisiología en 1911 (f. 1930).
- 7 de junio: Philipp Eduard Anton von Lenard, físico alemán, premio nobel de física en 1905 (f. 1947).
- 9 de junio: Luigi Trinchero, escultor italiano (f. 1944).
- 23 de junio: María de la Paz de Borbón, aristócrata («infanta») española (f. 1946).
- 27 de junio: Manuela Solís, ginecóloga española (f. 1910), la primera mujer que obtuvo la licenciatura en Medicina en ese país (en la Universidad de Valencia).

### Julio
- 2 de julio: sir William Henry Bragg, físico británico, premio nobel de física en 1915 (f. 1942).
- 14 de julio: Gustav Klimt, pintor austríaco (f. 1918).
- 16 de julio: Ida B. Wells, periodista y activista afroestadounidense (f. 1931).
- 26 de julio: Adolfo Lecuona Madan, médico cubano.
- 31 de julio: Julio Martín, empresario, industrial y pionero suizo expatriado en Argentina; se hizo millonario explotando obreros en sus yerbatales en el norte de Argentina (n. 1862).

### Agosto
- 5 de agosto: Joseph Merrick, el «hombre elefante» (f. 1890).
- 22 de agosto: Claude Debussy, compositor francés (f. 1918).
- 22 de agosto: Emilio Salgari, escritor italiano (f. 1911).
- 29 de agosto: Maurice Maeterlinck, escritor belga, premio nobel de literatura en 1911 (f. 1949).

### Septiembre
- 2 de septiembre: Refugio Reyes Rivas, arquitecto mexicano (f. 1943).
- 24 de septiembre: Julia Lópes de Almeida, escritora y feminista brasileña (f. 1934).

### Octubre
- 3 de octubre: Cándido Hoyos Huguet, médico y perito químico cubano.
- 7 de octubre: Leopoldo Romañach, pintor cubano, maestro de pintores.
- 8 de octubre: Emil von Sauer, compositor, pianista, editor de partituras y profesor de piano alemán (f. 1942).
- 15 de octubre: Conrad Ansorge, pianista, compositor y profesor alemán (f. 1930).
- 19 de octubre: Auguste Lumière, ingeniero industrial, biólogo, pionero de la medicina humoral e ilusionista francés (f. 1954);con su hermano Louis inventó la cámara fotográfica y el cinematógrafo.

### Noviembre
- 15 de noviembre: Gerhart Hauptmann, dramaturgo alemán, premio nobel de literatura en 1912 (f. 1946).
- 20 de noviembre: Georges Palante, filósofo anarcoindividualista francés (f. 1925).
- 23 de noviembre: Alberto Williams, músico, compositor y educador argentino (f. 1952).
- 24 de noviembre: Bernhard Stavenhagen, pianista, director de orquesta y compositor alemán (f. 1914).

### Diciembre
- 2 de diciembre: Florence Louisa Barclay, novelista británica reconocida por su novela El rosario (f. 1921).
- 9 de diciembre: Gustav Klimt, artista y pintor austríaco (f. 1918).
- 10 de diciembre: Georges Hulin de Loo, historiador del arte y ensayista belga especializado en el arte neerlandés antiguo (f. 1945).
- 17 de diciembre: Moriz Rosenthal, pianista polaco (f. 1946).

## Fallecimientos
- 3 de febrero: Jean Baptiste Biot, matemático, físico y astrónomo francés.
- 3 de febrero: Carl Ludwig Blume, botánico germano-neerlandés.
- 7 de febrero: Francisco Martínez de la Rosa, político, escritor y diplomático español.
- 7 de febrero: Prosper Ménière, médico francés (n. 1799).
- 6 de abril: Fitz James O'Brien, escritor irlandés (n. 1828).
- 3 de mayo: Amancio Alcorta, político, músico y compositor argentino (n. 1805).
- 6 de mayo: Henry David Thoreau, escritor estadounidense (n. 1817).
- 25 de mayo: Juana Azurduy, militar (coronela) e independentista boliviana (n. 1780).
- 22 de junio: José de la Luz y Caballero, filósofo y educador cubano (n. 1800).
- 5 de julio: Heinrich Georg Bronn, geólogo y paleontólogo alemán (n. 1800).
- 24 de julio: Martin van Buren, político estadounidense, 8.º presidente entre 1837 y 1841 (n. 1782).
- 20 de agosto: Javiera Carrera Verdugo, patriota chilena, considerada la Madre de la Patria por su decidida actuación en la causa de la guerra de Chile contra España (n. 1781).
- 8 de septiembre: Ignacio Zaragoza, militar mexicano (n. 1829)
- 10 de septiembre: Carlos Antonio López, político, periodista, jurista, maestro y estadista paraguayo, primer presidente constitucional del Paraguay (n. 1792).

### Fechas desconocidas
- Fabián Allende Barrera, sacerdote, religioso agustino, superior de convento (prior) y político (diputado) chileno (n. 1801).